# Oumar Sène
Oumar Sène   (Dakar, 23 d'octubre de 1959) és un exfutbolista senegalès de la dècada de 1980.
Fou internacional amb la selecció de futbol del Senegal. Pel que fa a clubs, destacà a Paris Saint-Germain FC.